# Drepanolejeunea obtusifolia
Drepanolejeunea obtusifolia là một loài Rêu trong họ Lejeuneaceae. Loài này được T. Yamag. mô tả khoa học đầu tiên năm 1984.